# BAFTA ai migliori effetti speciali
Il BAFTA ai migliori effetti speciali (BAFTA Film Award for Best Visual Effects o Best Special Effects) è un premio annuale, promosso dal BAFTA a partire dal 1982.

## Albo d'oro

### Anni 1980
- 1983
  - Richard Edlund - Poltergeist - Demoniache presenze (Poltergeist)
  - Richard F. Taylor e Harrison Ellenshaw - Tron (Tron)
  - Douglas Trumbull, Richard Yuricich e David Dryer - Blade Runner (Blade Runner)
  - Dennis Muren e Carlo Rambaldi - E.T. l'extra-terrestre (E.T. the Extra-Terrestrial)
- 1984
  - Richard Edlund, Dennis Muren, Ken Ralston e Kit West - Il ritorno dello Jedi (Return of the Jedi)
  - Roy Field, Brian Smithies ed Ian Wingrove - Dark Crystal (The Dark Crystal)
  - Gordon Willis, Joel Hynek, Stuart Robertson e Richard Greenberg - Zelig (Zelig)
  - Michael L. Fink, Joe Digaetano, Jack Cooperman, Don Hansard, Colin Cantwell e William Fraker - Wargames - Giochi di guerra (WarGames)
- 1985
  - Dennis Muren, George Gibbs, Michael J. McAlister e Lorne Peterson - Indiana Jones e il tempio maledetto (Indiana Jones and the Temple of Doom)
  - Fred Cramer - Urla del silenzio (The Killing Fields)
  - Richard Edlund - Ghostbusters - Acchiappafantasmi (Ghostbusters)
  - Christopher Tucker ed Alan Whibley - In compagnia dei lupi (The Company of Wolves)
- 1986
  - George Gibbs e Richard Conway - Brazil (Brazil)
  - Nick Allder e Peter Voysey - Legend (Legend)
  - Kevin Pike e Ken Ralston - Ritorno al futuro (Back to the Future)
  - R/Greenberg Associates - La rosa purpurea del Cairo (The Purple Rose of Cairo)
- 1987
  - Robert Skotak, Brian Johnson, John Richardson. Suzanne Benson e Stan Winston - Aliens - Scontro finale (Aliens)
  - Peter Hutchinson - Mission (The Mission)
  - Duncan Kenworthy, John Stephenson e Chris Carr - Dreamchild
  - Roy Field, Brian Froud, George Gibbs e Tony Dunsterville - Labyrinth - Dove tutto è possibile (Labyrinth)
- 1988
  - Michael Lantieri, Michael Owens, Ed Jones e Bruce Walters - Le streghe di Eastwick (The Witches of Eastwick)
  - John Evans - Full Metal Jacket (Full Metal Jacket)
  - Chris Walas, Jon Berg, Louis Craig e Hoyt Yeatman - La mosca (The Fly)
  - Bran Ferren, Martin Gutteridge, Lyle Conway e Richard Conway - La piccola bottega degli orrori (Little Shop of Horrors)
- 1989
  - George Gibbs, Richard Williams, Ken Ralston e  Ed Jones - Chi ha incastrato Roger Rabbit (Who Framed Roger Rabbit)
  - Rob Bottin, Phil Tippett, Peter Kuran e Rocco Gioffre - RoboCop
  - Gino De Rossi e Fabrizio Martinelli - L'ultimo imperatore (The Last Emperor)
  - Peter Kuran, Alan Munro, Robert Short e Ted Rae - Beetlejuice - Spiritello porcello (Beetlejuice)

### Anni 1990
- 1990
  - Ken Ralston, Michael Lantieri, John Bell e Steve Gawley - Ritorno al futuro - Parte II (Back to the Future Part II)
  - Kent Houston e Richard Conway - Le avventure del barone di Munchausen (The Adventures of Baron of Munchausen)
  - Derek Meddings e John Evans - Batman (Batman)
  - George Gibbs, Michael J. McAlister, Mark Sullivan e John Ellis - Indiana Jones e l'ultima crociata (Indiana Jones and the Last Crusade)
- 1991
  - Production Team - Tesoro, mi si sono ristretti i ragazzi (Honey, I Shrunk the Kids)
  - Production Team - Atto di forza (Total Recall)
  - Production Team - Dick Tracy
  - Production Team - Ghost - Fantasma (Ghost)
- 1992
  - Stan Winston, Dennis Muren, Gene Warren Jr e Robert Skotak - Terminator 2 - Il giorno del giudizio (Terminator 2: Judgment Day)
  - Frans Wamalink, Eve Ramboz e Masao Yamaguchi - L'ultima tempesta (Prospero's Books)
  - Allen Hall, Scott Farrar, Clay Pinney e Mikael Salomon - Fuoco assassino (Backdraft)
  - Stan Winston - Edward mani di forbice
- 1993
  - Michael Lantieri, Ken Ralston, Alec Gillis, Tom Woodruff Jr., Doug Chaing e Doug Smythe - La morte ti fa bella (Death Becomes Her)
  - Richard Edlund, George Gibbs, Alec Gillis e Tom Woodruff Jr. - Alien³
  - Michael Fink, John Bruno, Craig Barron e Dennis Skotak - Batman - Il ritorno (Batman Returns)
  - Randy Fullmer - La bella e la bestia (Beauty and the Beast)
- 1994
  - Dennis Muren, Stan Winston, Phil Tippett e Michael Lantieri - Jurassic Park
  - Don Paul e Steve Goldberg - Aladdin
  - Roman Coppola, Gary Gutierrez, Michael Lantieri e Gene Warren Jr - Dracula di Bram Stoker (Bram Stoker's Dracula)
  - William Mesa e Roy Arbogast - Il fuggitivo (The Fugitive)
- 1995
  - Ken Ralston, George Murphy, Stephen Rosenbaum, Allen Hall e Doug Chaing - Forrest Gump
  - Scott Squires, Steve Williams, Tom Bertino e Jon Farhat - The Mask
  - John Bruni, Thomas Fisher, Jacques Stroweis, Patrick McClung e Jamie Dixon - True Lies
  - Boyd Shermis, John Frazier, Ron Brinkman e Richard Hollander - Speed
- 1996
  - Robert Legato, Michael Kanfer, Matt Sweeney e Leslie Ekker - Apollo 13
  - Michael McAllister, Brad C Kuehn, Robert Spurlock e Martin R Bresin - Waterworld
  - Chris Corbould, Derek Meddings e Brian Smithies - GoldenEye (GoldenEye)
  - Scott E Anderson, Neal Scanlan, John Cox, Chris Chitty e Charles Gibson - Babe - Maialino coraggioso (Babe)
- 1997
  - Stefen Fangmeier, John Frazier, Henry Labounta e Habib Zargarpour - Twister
  - Tricia Ashford, Volker Engel, Clay Pinney, Douglas Smith e Joseph Viskocil - Independence Day
  - Eben Fiske Ostby e William Reeves - Toy Story - Il mondo dei giocattoli (Toy Story)
  - John Farhat - Il professore matto (The Nutty Professor)
- 1998
  - Mark Stetson, Karen E Goulekas, Nick Allder, Neil Corbould e Nick Dudman - Il quinto elemento (Le cinquième élément)
  - Eric Brevig, Rick Baker, Rob Coleman e Peter Chesney - Men in Black
  - Robert Legato, Mark Lasoff, Thomas L. Fisher e Michael Kanfer - Titanic
  - Peter Chiang - I rubacchiotti (The Borrowers)
- 1999
  - Stefen Fangmeier, Roger Guyett e Neil Corbould - Salvate il soldato Ryan (Saving Private Ryan)
  - Bill Westenhofer, Neal Scanlan, Chris Godfrey e Grahame Andrew - Babe va in città (Babe: Pig in the City)
  - Michael J McAlister, Brad Kuehn, Craig Barron e Peter Chesney - The Truman Show
  - Ken Bielenberg, Philippa Gluckman, John Bell e Kendal Cronkhite - Z la formica (Antz)

### Anni 2000
- 2000
  - John Gaeta, Steve Courtley, Janet Sirrs e Jon Thum - Matrix
  - John Knoll, Dennis Muren, Scott Squires e Rob Coleman - Star Wars: Episodio I - La minaccia fantasma (Star Wars Episode I: The Phantom Menace)
  - John Andrew Berton Jr, Daniel Jeanette, Ben Snow e Chris Corbould - La mummia (The Mummy)
  - Bill Reeves, Eben Ostby, Rick Sayre e Sharon Calahan - A Bug's Life - Megaminimondo (A Bug's Life)
  - Jimmy Mitchell, Kevin Yager, Josh Williams e Paddy Eason - Il mistero di Sleepy Hollow (Sleepy Hollow)
- 2001
  - Stefen Fangmeier, John Frazier, Walt Conti, Habib Zargarpour e Tim Alexander - La tempesta perfetta (The Perfect Storm)
  - Rob Hodgson, Leo Lo, Jonathan F Strylund, Bessie Cheuk e Travis Baumann - La tigre e il dragone (臥虎藏龍)
  - John Nelson, Tim Burke, Rob Harvey e Neil Corbould - Il gladiatore (Gladiator)
- 2002
  - Jim Rygiel, Richard Taylor, Alex Funke, Randall William Cook e Mark Stetson - Il Signore degli Anelli - La Compagnia dell'Anello (The Lord of the Rings: The Fellowship of the Ring)
  - Dennis Muren, Scott Farrar e Michael Lantieri - A.I. - Intelligenza artificiale (A.I. Artificial Intelligence)
  - Robert Legato, Nick Davis, John Richardson, Roger Guyett e Jim Berney - Harry Potter e la pietra filosofale (Harry Potter and the Sorcerer's Stone)
  - Chris Godfrey, Andrew Brown, Nathan McGuinness e Brian Cox - Moulin Rouge!
  - Ken Bielenberg, Production Company: PDI/Dreamworks/Universal, Broadcaster: UIP - Shrek
- 2003
  - Jim Rygiel, Joe Letteri, Randall William Cook e Alex Funke - Il Signore degli Anelli - Le due torri (The Lord of the Rings: The Two Towers)
  - Scott Farrar, Michael Lantieri, Nathan McGuinness e Henry Labounta - Minority Report
  - Jim Mitchell, Nick Davis, John Richardson, Bill George, Nick Dudman, Production Company: Heyday Films/1492 Pictures, Broadcaster: Warner Bros. - Harry Potter e la camera dei segreti (Harry Potter and the Chamber of Secrets)
  - John Dykstra, Scott Stokdyk, Anthony Lamolinara e John Frazier - Spider-Man
  - Bruce Steinheimer, Michael Owens, Edward Hirsh e Jon Alexander - Gangs of New York
- 2004
  - Joe Letteri, Jim Rygiel,  Randall William Cook e  Alex Funke - Il Signore degli Anelli - Il ritorno del re (The Lord of the Rings: The Return of the King)
  - Kevin Scott Mack, Seth Maury, Lindsay MacGowan e Paddy Eason - Big Fish - Le storie di una vita incredibile (Big Fish)
  - Stefen Fangmeier, Nathan McGuinness, Robert Stromberg e Daniel Sudick - Master & Commander - Sfida ai confini del mare (Master and Commander: The Far Side of the World)
  - Tommy Tom, Tam Kia Kwan, Leung Wai Kit e Jaco Wong Hin Leung - Kill Bill: Volume 1
  - John Knoll, Hal Hickel, Terry D Frazee e Charles Gibson - La maledizione della prima luna (Pirates of Caribbean: The Curse of the Black Pearl)
- 2005
  - Karen E Goulekas, Neil Corbould, Greg Strause e Remo Balcells - The Day After Tomorrow - L'alba del giorno dopo (The Day After Tomorrow)
  - John Richardson, Roger Guyett, Tim Burke, Bill George, Karl Mooney, Production Company: Heyday Films/1492 Picture, Broadcaster: Warner Bros. Pictures - Harry Potter e il prigioniero di Azkaban (Harry Potter and the Prisoner of Azkaban)
  - John Dykstra, Scott Stokdyk, Anthony La Molinara e John Frazier - Spider-Man 2
  - Robert Legato, Pete Travers, Matthew Gratzner e R. Bruce Steinheimer - The Aviator
  - Angie Lam, Andy Brown, Kirsty Millar e Luke Hetherington - La foresta dei pugnali volanti (十面埋伏)
- 2006
  - Joe Letteri, Christian Rivers, Brian Van’t Hul e Richard Taylor - King Kong
  - Dean Wright, Bill Westenhofer, Jim Berney e Scott Farrar - Le cronache di Narnia - Il leone, la strega e l'armadio (The Chronicles of Narnia: The Lion, the Witch and the Wardrobe)
  - Janek Sirrs, Dan Glass, Chris Corbould e Paul Franklin - Batman Begins
  - Jim Mitchell, John Richardson, Tim Webber e Tim Alexander - Harry Potter e il calice di fuoco (Harry Potter and the Goblet of Fire)
  - Nick Davis, Jon Thum, Chas Jarrett, Joss Williams, Production Company: Warner Bros. Pictures International UK, Broadcaster: Warner Bros. Pictures International UK - La fabbrica di cioccolato (Charlie and the Chocolate Factory)
- 2007
  - John Knoll, Hal Hickel, Charles Gibson e Allen Hall - Pirati dei Caraibi - La maledizione del forziere fantasma (Pirates of the Caribbean: Dead Man's Chest)
  - Frazer Churchill, Tim Webber, Michael Eames e Paul Corbould - I figli degli uomini (Children of Men)
  - Edward Irastorza, Everett Burrell, David Marti e Montse Ribe - Il labirinto del fauno (El laberinto del fauno)
  - Mark Stetson, Neil Corbould, Richard Hoover e Jon Thum - Superman Returns
  - Steve Begg, Chris Corbould, John Paul Docherty e Ditch Doy - Casino Royale
- 2008
  - Michael Fink, Bill Westenhofer, Ben Morris e Trevor Wood - La bussola d'oro (The Golden Compass)
  - Scott Stokdyk, Peter Nofz, Spencer Cook e John Frazier - Spider-Man 3
  - Peter Chiang, Charlie Noble, Mattias Lindahl e Joss Williams - The Bourne Ultimatum - Il ritorno dello sciacallo (The Bourne Ultimatum)
  - Tim Burke, John Richardson, Emma Norton, Chris Shaw, Production Company: Warner Bros. Pictures UK/Heyday Films, Broadcaster: Warner Bros. UK - Harry Potter e l'Ordine della Fenice (Harry Potter and the Order of the Phoenix)
  - John Knoll, Charles Gibson, Hal Hickel e John Frazier - Pirati dei Caraibi - Ai confini del mondo (Pirates of the Caribbean: At World's End)
- 2009
  - Eric Barba, Craig Barron, Nathan McGuinness e Edson Williams - Il curioso caso di Benjamin Button (The Curious Case of Benjamin Button)
  - Pablo Helman, Marshall Krasser e Steve Rawlins - Indiana Jones e il regno del teschio di cristallo (Indiana Jones and the Kingdom of the Crystal Skull)
  - Hal Hickel, Shane Patrick Mahan, John Nelson e Ben Snow - Iron Man
  - Chris Corbould, Nick Davis, Paul Franklin e Tim Webber - Il cavaliere oscuro (The Dark Knight)
  - Chris Corbould e Kevin Tod Haug - Quantum of Solace

### Anni 2010
- 2010
  - Joe Letteri, Stephen Rosenbaum, Richard Baneham, Andrew R. Jones, Production Company: Twentieth Century Fox - Avatar
  - Dan Kaufman, Peter Muyzers, Robert Habros e Matt Aitken - District 9
  - John Richardson, Tim Burke, Tim Alexander e Nicolas Aithadi - Harry Potter e il principe mezzosangue (Harry Potter and the Half Blood Prince)
  - Richard Stutsman - The Hurt Locker
  - Roger Guyett, Russell Earl, Paul Kavanagh e Burt Dalton - Star Trek
- 2011
  - Chris Corbould, Paul Franklin, Andrew Lockley e Peter Bebb - Inception
  - Sean Phillips, David Schaub, Ken Ralston, Carey Villegas, Broadcaster: Walt Disney Studios Motion Pictures UK - Alice in Wonderland
  - Henrik Fett, Micheal Capton, William ‘Brad’ Kalinoski e Dan Schrecker - Il cigno nero (Black Swan)
  - Tim Burke, John Richardson, Nicolas Aithadi e Christian Manz - Harry Potter e i Doni della Morte - Parte 1 (Harry Potter and the Deathly Hallows - Part 1)
  - Guido Quaroni, Michael Fong, David Ryu, Production Company: Disney/Pixar, Broadcaster: Walt Disney Studios Motion Pictures UK - Toy Story 3 - La grande fuga (Toy Story 3)
- 2012
  - Tim Burke, Greg Butler, John Richardson e David Vickery - Harry Potter e i Doni della Morte - Parte 2 (Harry Potter and the Deathly Hallows - Part 2)
  - Jamie Beard, Joe Letteri, Keith F. Miller e Wayne Stables - Le avventure di Tintin - Il segreto dell'Unicorno (The Adventures of Tintin)
  - Ben Grossmann, Alex Henning, Robert Legato, Joss Williams - Hugo Cabret (Hugo)
  - Daniel Barrett, Dan Lemmon, Joe Letteri e Christopher White - L'alba del pianeta delle scimmie (Rise of the Planet of the Apes)
  - Neil Corbould e Ben Morris - War Horse
- 2013
  - Bill Westenhofer, Guillaume Rocheron, Erik-Jan de Boer e Donald R. Elliott - Vita di Pi (Life of Pi)
  - Janek Sirrs, Jeff White, Guy Williams, e Dan Sudick - The Avengers
  - Paul Franklin, Chris Corbould, Peter Bebb e Andrew Lockley - Il cavaliere oscuro - Il ritorno (The Dark Knight Rises)
  - Joe Letteri, Eric Saindon, David Clayton e R. Christopher White - Lo Hobbit - Un viaggio inaspettato (The Hobbit: An Unexpected Journey)
  - Richard Stammers, Trevor Wood, Charley Henley e Martin Hill - Prometheus
- 2014
  - Tim Webber, Chris Lawrence, David Shirk, e Neil Corbould - Gravity
  - Joe Letteri, Eric Saindon, David Clayton e Eric Reynolds - Lo Hobbit - La Desolazione di Smaug (The Hobbit: The Desolation of Smaug)
  - Christopher Townsend, Guy Williams, Erik Nash e Dan Sudick - Iron Man 3
  - John Knoll, James E. Price, Clay Pinney e Rocco Larizza - Pacific Rim
  - Roger Guyett, Patrick Tubach, Ben Grossmann, e Burt Dalton - Star Trek - Into Darkness
- 2015
  - Paul Franklin, Scott R. Fisher, Andrew Lockley e Ian Hunter - Interstellar
  - Joe Letteri, Dan Lemmon, Erik Winquist e Daniel Barrett - Apes Revolution - Il pianeta delle scimmie (Dawn of the Planet of the Apes)
  - Stephane Ceretti, Paul Corbould, Jonathan Fawkner e Nicolas Aithadi - Guardiani della Galassia (Guardian of the Galaxy)
  - Joe Letteri, Eric Saindon, David Clayton e R. Christopher White - Lo Hobbit - La battaglia delle cinque armate (The Hobbit: The Battle of the Five Armies)
  - Richard Stammers, Anders Langlands, Tim Crosbie e Cameron Waldbauer - X-Men - Giorni di un futuro passato (X-Men: Days of Future Past)
- 2016
  - Chris Corbould, Roger Guyett, Paul Kavanagh, e Neal Scanlan - Star Wars - Il risveglio della Forza (Star Wars: The Force Awakens)
  - Jake Morrison, Greg Steele, Dan Sudick, e Alex Wuttke - Ant-Man
  - Mark Ardington, Sara Bennett, Paul Norris, e Andrew Whitehurst - Ex Machina
  - Andrew Jackson, Dan Oliver, Tom Wood, e Andy Williams - Mad Max: Fury Road
  - Chris Lawrence, Tim Ledbury, Richard Stammers, e Steven Warner - The Martian
- 2017
  - Robert Legato, Dan Lemmon, Andrew R. Jones, Adam Valdez – Il libro della giungla (The Jungle Book)
  - Tim Burke, Pablo Grillo, Christian Manz, David Watkins – Animali fantastici e dove trovarli (Fantastic Beasts and Where to Find Them)
  - Louis Morin – Arrival
  - Richard Bluff, Stephane Ceretti, Paul Corbould, Jonathan Fawkner – Doctor Strange
  - Neil Corbould, Hal Hickel, Mohen Leo, John Knoll, Nigel Sumner – Rogue One: A Star Wars Story
- 2018
  - Gerd Nefzer e John Nelson – Blade Runner 2049
  - Scott Fisher e Andrew Jackson – Dunkirk
  - Dennis Berardi, Trey Harrell e Kevin Scott – La forma dell'acqua - The Shape of Water (The Shape of Water)
  - Stephen Aplin, Chris Courbould, Ben Morris, Neal Scanlan - Star Wars - Gli ultimi Jedi (Star Wars: The Last Jedi)
  - Daniel Barrett, Dan Lemmon, Joe Letteri, Joel Whist - The War - Il pianeta delle scimmie (War for the Planet of the Apes)
- 2019
  - Geoffrey Baumann, Jesse James Chisohlm, Craig Hammack, Dan Sudick - Black Panther
  - Dan DeLeeuw, Russell Earl, Kelly Port, Dan Sudick - Avengers: Infinity War
  - Tim Burke, Andy Kind, Christian Manz, David Watkins - Animali fantastici - I crimini di Grindelwald (Fantastic Beasts: The Crimes of Grindelwald)
  - Ian Hunter, Paul Lambert, Tristan Myles, J.D. Schwalm - First Man - Il primo uomo (First Man)
  - Matthew E. Butler, Grady Coffer, Roger Guyett, Dave Shirk - Ready Player One

### Anni 2020
- 2020
  - Greg Butler, Guillaume Rocheron, Dominic Tuohy - 1917
  - Dan DeLeeuw, Daniel Sudick - Avengers: Endgame
  - Leandro Estebecorena, Stephane Grabli, Pablo Helman - The Irishman
  - Andrew R. Jones, Robert Legato, Elliot Newman, Adam Valdez - Il re leone (The Lion King)
  - Roger Guyett, Paul Kavanagh, Neil Scanlon, Dominic Tuohy - Star Wars - L'ascesa di Skywalker (Star Wars: The Rise of Skywalker)
- 2021
  - Scott Fisher, Andrew Jackson e Andrew Lockley – Tenet
  - Pete Bebb, Nathan McGuinness e Sebastian von Overheidt – Greyhound - Il nemico invisibile (Greyhound)
  - Matt Kasmir, Chris Lawrence e David Watkins – The Midnight Sky
  - Sean Faden, Steve Ingram, Anders Langlands e Seth Maury – Mulan
  - Santiago Colomo Martinez, Nick Davis, Greg Fisher e Ben Jones – L'unico e insuperabile Ivan (The One and Only Ivan)
- 2022
  - Brian Connor, Paul Lambert, Tristan Myles e Gerd Nefzer - Dune
  - Swen Gillberg, Bryan Grill, Nikos Kalaitzidis, Daniel Sudick – Free Guy - Eroe per gioco (Free Guy)
  - Aharon Bourland, Sheena Duggal, Pier Lefebvre e Alessandro Ongaro – Ghostbusters: Legacy (Ghostbusters: Afterlife)
  - Tom Debenham, Huw J Evans, Dan Glass e J. D. Schwalm – Matrix Resurrections (The Matrix Resurrections)
  - Mark Bakowski, Chris Corbould, Joel Green e Charlie Noble – No Time to Die
- 2023[2]
  - Richard Baneham, Daniel Barrett, Joe Letteri ed Eric Saindon - Avatar - La via dell'acqua (Avatar: The Way of Water)
  - Markus Frank, Kamil Jafar, Viktor Müller e Frank Petzold - Niente di nuovo sul fronte occidentale (Im Westen nichts Neues)
  - Russell Earl, Dan Lemmon, Anders Langlands e Dominic Tuohy - The Batman
  - Benjamin Brewer, Ethan Feldbau, Jonathan Kombrinck e Zak Stoltz - Everything Everywhere All at Once
  - Seth Hill, Scott R. Fisher, Bryan Litson e Ryan Tudhope - Top Gun: Maverick
- 2024[3]
  - Simon Hughes - Povere creature! (Poor Things)
  - Jonathan Bullock, Charmaine Chan, Ian Comley e Jay Cooper - The Creator
  - Theo Bialek, Stephane Ceretti, Alexis Wajsbrot e Guy Williams - Guardiani della Galassia Vol. 3 (Guardians of the Galaxy Vol. 3)
  - Neil Corbould, Simone Coco, Jeff Sutherland e Alex Wuttke - Mission: Impossible - Dead Reckoning - Parte uno (Mission: Impossible - Dead Reckoning - Part One)
  - Henry Badgett, Neil Corbould, Charley Henley e Luc-Ewen Martin-Fenouillet - Napoleon
- 2025[4]
  - Paul Lambert, Stephen James, Gerd Nefzer e Rhys Salcombe - Dune - Parte due (Dune: Part Two)
  - Luke Millar, David Clayton, Keith Herft e Peter Stubbs - Better Man
  - Mark Bakowski, Neil Corbould, Nikki Penny e Pietro Ponti - Il gladiatore II (Gladiator II)
  - Erik Winquist, Rodney Burke, Paul Story, and Stephen Unterfranz - Il regno del pianeta delle scimmie (Kingdom of the Planet of the Apes)
  - Pablo Helman, Paul Corbould, Jonathan Fawkner e Anthony Smith - Wicked